# Flamella
Flamella – rodzaj ameb należących do rodziny Filamoebidae, która należy do supergrupy Amoebozoa według klasyfikacji Cavaliera-Smitha. Według Adla i innych rodzaj ten należy do kladu Gracilipodida
Należą tutaj następujące gatunki:
- Flamella citrensis Bovee, 1956[3]
- Flamella tiara Fishbeck et Bovee, 1993[3]
- Flamella aegyptia Michel et Smirnov, 1999[3]
- Flamella lacustris Michel et Smirnov, 1999[3]